# Heidelberger RK
Heidelberger RK – niemiecki klub sportowy z siedzibą w Heidelbergu założony w 1872 roku, posiadający sekcje wioślarską i rugby union.

## Wioślarstwo
9 maja 1872 roku powstał Deutschen Flaggen-Club, który do 1875 roku skupił pozostałe kluby wioślarskie z Heidelbergu. Pierwszy triumf w zawodach nadszedł w 1880 roku, a jednym z pierwszych większych sukcesów było wygrana podczas prestiżowych regat we Frankfurcie w 1892 roku. Po pierwszej wojnie światowej klub rozwijał się i w 1923 roku liczył tysiąc członków, odnosił wówczas sukcesy na arenie krajowej aż do 1944 roku. Odrodzenie nastąpiło na początku lat pięćdziesiątych za sprawą akademickich załóg, zaś tytuły mistrzowskie pojawiły się ponownie pod koniec lat sześćdziesiątych – tym razem seryjnie za sprawą żeńskich załóg oraz męskich jedynek. Na przełomie XX i XXI wieku klub przeniósł się do nowej siedziby. Z klubem związani byli m.in. olimpijczycy Heinrich Bender i Antje Rehaag.

## Rugby union
Na początku lat dziewięćdziesiątych XIX wieku wieloletni przewodniczący klubu Edward Hill Ullrich przetłumaczył zasady gry w rugby na język niemiecki i stworzył sekcję tego sportu. Pierwsze mistrzostwo kraju zawodnicy zdobyli w 1927 roku broniąc to trofeum rok później. Po dekadach zastoju zespół przeniósł się na własny obiekt i w latach siedemdziesiątych pięciokrotnie gościł w finałach ligi, wygrywając trzy z nich, dodatkowo zdobywając dwa puchary kraju. Kolejnym okresem dominacji, zarówno zespołu męskiego, jak i żeńskiego, był początek drugiej dekady XXI wieku.

### Sukcesy
- Mężczyźni[2][3][4]
  - Mistrzostwo Niemiec (14):  1927, 1928, 1971, 1973, 1976, 1986, 2010, 2011, 2012, 2013, 2014, 2015, 2017, 2018
  - Wicemistrzostwo Niemiec (7):  1929, 1975, 1977, 1981, 1985, 2009, 2016
  - Puchar Niemiec (3):  1973, 1976, 2011
  - Mistrzostwo Niemiec w rugby 7 (2):  2011, 2013
- Kobiety[5][6]
  - Mistrzostwo Niemiec (4):  2010, 2011, 2012, 2013
  - Wicemistrzostwo Niemiec (2):  2007, 2009
  - Mistrzostwo Niemiec w rugby 7 (7):  2006, 2008, 2009, 2010, 2011, 2012, 2013